# Шинкарук Володимир Федорович
Володи́мир Фе́дорович Шинкару́к (19 серпня 1954, Вчорайше, Житомирська область — 6 грудня 2014, Житомир) — український поет, прозаїк, композитор, бард-виконавець. Професор Житомирського державного університету ім. Івана Франка. Почесний громадянин Житомира. Батько Ірини Шинкарук, молодший брат Бориса Шинкарука.

## Біографія
Володимир Шинкарук народився 19 серпня 1954 року в селі Вчорайшому Ружинського району Житомирської області в родині медиків. У період хрущовського «укрупнення районів» Шинкаруки переїхали в Хмельницьку область: у 1958—1962 роках вони мешкали в селищі міського типу Теофіполь, а 1962—1966 роках — у місті Красилів.
1967 року родина Шинкаруків повернулася в Житомирську область і оселилася в селищі Червоному Андрушівського району.
1971 року Володимир Шинкарук закінчив Червоненську середню школу і став працювати завідувачем клубу Червоненського цукрового комбінату. У 1972—1976 роках навчався на філологічному факультеті Житомирського педагогічного інституту, після закінчення якого залишився викладати на кафедрі російської та зарубіжної літератури. Служив у війську, навчався в аспірантурі Київського державного педагогічного інституту імені Максима Горького (науковий керівник професор Іван Крук).
Працював на посадах асистента, старшого викладача, доцента, професора Житомирського державного університету імені Івана Франка, а також в Київському національному університеті культури та мистецтв (2000—2002). Його наукові інтереси лежать у сфері історії літератури та мистецтва, літературного краєзнавства. Він — автор біобібліографічного довідника «Літературна Житомирщина» (1993), навчальних посібників з грифом Міністерства освіти і науки України «Давня література. Практикум» (2003, у співавторстві з П.Білоусом), «Українська література. ХІ — XVIII ст. Практикум» (2006, у співавторстві з П.Білоусом), більш як шістьох десятків наукових статей.
Постійно поєднував науково-педагогічну діяльність з концертними виступами. Як автор і виконавець був переможцем багатьох музичних фестивалів і конкурсів, виступав з концертами у Польщі, Словаччині, Угорщині, Німеччині, Франції, США. Записав і видав два магнітних альбоми «Дім для душі» (Coll. 1, 1998), «Дім для душі» (Coll. 2, 2001); компакт-диски «Дім для душі» (2002) та «Колір тиші» (2007), «Перекоти-НЕБО» (2009), «Шестиструнний дощ» (2010), «Прислухаюсь до серця» (2013), «Дороже крови» (2013).
Шинкарук також був членом Національної спілки письменників України. Він автор збірок поезій та пісень: «Moderato синіх сутінків» (1994), «На відстані ночі» (1996), «Перелітні дощі» (1999), «Перехрестя розлук» (2004), «Колискова для осені» (2009), «У затінку сонця» (2012), збірок прози «Оповідання» (2003), «Нестандартний підхід» (2006), книжки поезії та прози «На два життя одразу» (2010), роману «Тренер» (2011). Переклав українською мовою поетичну п'єсу Карло Гоцци «Король-олень» (поставлена в Житомирському академічному музично-драматичному театрі імені І.Кочерги в 2011 році режисерем П. Авраменком), п'єсу Біла Маноффа «Сич і кішечка», (поставлена у народному театрі Житомирського музичного училища ім. В. Косенка режисером Г. Артеменком у 2011 році), трагікомедію Г. Горіна «Чума на ваші дві родини».
Виховав цілу плеяду відомих науковців, журналістів та митців, серед яких
Почесний громадянин міста Житомира (2011). Лауреат обласної комсомольської премії імені Миколи Шпака (1986), Всеукраїнської премії імені І.Огієнка (2008), володар І премії Всеукраїнського літературного конкурсу «Коронація слова» в номінації «Пісенні тексти про кохання» (2010).
У присвяченому Шинкаруку розділі книги «Мистецький олімп України», який називається «Мабуть, сьогодні в Україні немає універсальнішого артиста», наводиться цитата відомого українського психолога Олександра Музики:
| «Ми підсвідомо тягнемось до таланту і потаємно заздримо йому. А він завжди здивований тим, що ми не можемо так яскраво переживати, так безоглядно радіти й так повноцінно жити. Його вражає, що ми не обов'язкові, що лінуємося вчитися, що ми не творчі, що у нас все — колись чи потім, що ми не живемо реальним життям, а плекаємо самозаспокійливі ілюзії. Він подивований, але все одно іде до нас, бо хоче, щоб і ми відчули незмірну радість творчості. Він знає, що радість творчості множиться від кількості людей, які живуть нею одночасно. …Він живе так, як ми хотіли б жити. У нас не виходить, бо ми — ліниві, бо ми — незібрані, бо ми — мрійники. А він — творець, тому повнокровно, повно і яскраво живе для нас!» |

## Державні нагороди
- почесне звання «Заслужений працівник культури України» (1991);
- орден «За заслуги» ІІІ ст. (2009).

## Праці

### Літературна творчість

#### Збірки поезій
- Moderato синіх сутінків — Житомир, Авжеж, 1994. — 40 с. Рецензія: Косичук В. Модерато синіх сутінок // Прес-форум (Житомир). — 1994. — 15 липня.
- На відстані ночі — Житомир, Авжеж, 1996. — 42 с. Рецензія: Єршов В. До вічного — через очищення // Авжеж! — Кн. XXVIII. — № 32. 1996. — с. 12—13 (28—29).
- Перелітні дощі — Житомир, Авжеж, 1999. — 68 с. Рецензія: Лецкін М. Віч-на-віч із собою // Лецкін М. Я інших не сповідую знамен. — Житомир, 2004. — с. 53—58.
- Перехрестя розлук — Житомир: Волинь, 2004. — 172 с.
- Колискова для осені — Житомир: Полісся, 2009. — 124 с.
- У затінку сонця — Житомир: Полісся, 2012. — 272 с.

#### Збірки прози
- Оповідання — Житомир: ОП Житомирська облдрукарня, 2003. — 48 с.
- Нестандартний підхід — Житомир: ОП Житомирська облдрукарня, 2006. — 128 с.
- Тренер / Роман — К.: Ніка-прінт, 2011. — 128 с.
- На два життя одразу — Житомир: Полісся, 2010. — 168 с. Рецензія: Мостовий Ю. Двоєдність // Голос України — 2010, № 73 (4823). — 23 квітня, 8 с.
- Мостовий Ю. Поетично-прозовий мікс з гумористичним відтінком // Друг читача, 2010, № 14.

#### Музична творчість
Аудіо альбоми:
- Дім для душі. Coll. 1. — К.: Музика на всі смаки, 1998.
- Дім для душі. Coll. 2. — К.: Музика на всі смаки, 2001.

Компакт-диски:
- Дім для душі — К.: Караван СД, 2002.
- Колір тиші — К.: Укрмюзік, 2008.
- Перекоти-НЕБО — К.: Укрмюзік, 2009.
- Шестиструнний дощ — К.: Укрмюзік, 2010
- Прислухаюсь до серця — Тернопіль, ГроЛіс, 2013
- Дороже крови — Тернопіль, ГроЛіс, 2013.

## Видання
1. Методические советы, контрольные задания, темы сочинений по русской литературе (для слушателей заочных подготовительных курсов). — Житомир, 1989. — 10 с.
2. Методические советы, контрольные задания, темы сочинений по русской литературе (для слушателей заочных подготовительных курсов). — Житомир, 1992. — 10 с.
3. Літературна Житомирщина. Біобібліографічний довідник. — Житомир: Державне редакційно-видавниче підприємство «Льонок», 1993. — 120 с.
4. Методические рекомендации, контрольные и творческие задания по русской литературе (для слушателей заочных подготовительных курсов). — Житомир, 1994. — 12 с.
5. Давня українська література. Практикум. Науковий посібник. — Житомир: Житомирська типографія, 2003. (У співавторстві з П. В. Білоусом) — 164 с.
6. Українська література ХІ — XVIII ст. Практикум. Науковий посібник. — Житомир: Житомирська типографія, 2006. (У співавторстві з П. В. Білоусом). — 128 с.

### Наукові статті, рецензії, тези доповідей
1. Отражение в современной прозе ленинской теории личности и ее значение для коммунистического воспитания молодежи // В. І. Ленін і комуністичне виховання молоді: Повідомлення і тези обласної науково-практичної конференції, присвяченої 110-й річниці з дня народження В. І. Леніна (квітень 1980 р.). — Житомир, 1980. — С. 109—112.
2. Об изучении патриотических, интернационалистских черт многонациональной советской литературы и ее положительного героя в 10 классе // Формы и методы совершенствования преподавания русского языка и литературы в школах и дошкольных учреждениях Житомирской области: Сообщения и тезисы областной научно-практической конференции (январь 1981г.). — Житомир, 1981. — С. 86-89.
3. Счастливые люди: Тема труда на уроках литературы // Русский язык и литература в средних учебных заведениях УССР. — 1982. — № 6. — С. 36-42.
4. Правда життя і образу: Пошуки робітничої теми в прозі останніх років // Дніпро. — 1982. — № 7. — С. 131—135.
5. Советский характер: Материалы урока по теме «Советская литература 50 — 80-х годов» // Русский язык и литература в средних учебных заведениях УССР. — 1984. — № 5. — С. 47-52.
6. Личность и коллектив в советской прозе 60 — 70-х годов // Вопросы русской литературы. — 1985. — № 2 (44). — С. 34-40.
7. Тема творческого труда на занятиях по русской советской литературе и ее значение в деле воспитания будущих учителей // Обласна науково-практична конференція на тему: «Шляхи і форми вдосконалення підготовки вчителя в сільській школі у світлі рішень XXVII з'їзду КПРС, Основних напрямів реформи загальноосвітньої і професійної школи». Повідомлення і тези конференції. — Житомир, 1987. — С. 108—110.
8. Изучение социально-критического романа В. Липатова «И это все о нем» в ХІ классе // Обласна науково-практична конференція на тему: «Інститут — школі». Повідомлення і тези конференції. — Житомир, 1990. — С. 120—121.
9. Хай розквітне надія, або Пісні для Іринки // Авжеж (Житомир). — № 5. — 1992. — С. 50.
10. Житомирщина в житті та творчості М. Рильського // М. Т. Рильський і українська література XX століття. Матеріали та тези доповідей науково-теоретичної конференції, присвяченої 100-річчю з дня народження М. Т. Рильського. (14 березня 1995 р.). — Житомир, 1995. — С. 29-31.
11. Поет-воїн Леонід Левицький // Звягель древній і вічно молодий: Тези Всеукраїнської науково-краєзнавчої конференції з нагоди 200-річчя утворення Волинської губернії, 200-річчя Волинської єпархії та 200-річчя найменування міста Звягеля Новоградом-Волинським (1 — 16 вересня). — Новоград- Волинський, 1995. — С. 164—165.
12. Василь Земляк: штрихи до біографії // Горохівщина крізь призму століть. Тези науково-краєзнавчої конференції, присвяченої 450-річчю Володарськ-Волинська (28 — 30 вересня 1995 р.). — Володарськ-Волинський-Житомир, 1995. — С. 96-98.
13. Кінь і патефон у долі Василя Земляка // Київ. — 1995. — № 11-12. — С. 146—147.
14. Максим Рильський і творча інтелігенція Житомирщини // Малинщина у просторі і часі: Матеріали Всеукраїнської науково-краєзнавчої конференції 25-27 вересня 1996 року. — Малин, 1996. — С. 154—156.
15. Вишиває пісня долю // Київ. — № 9-10. — 1996. — С. 187—189.
16. До історії написання драми-феєрії Лесі Українки «Лісова пісня» // Твоєму йменню вічно пломеніти. Матеріали наукової конференції до 125-річчя від дня народження Лесі Українки (м. Новоград-Волинський, 24 лютого 1996 р.). — Новоград-Волинський, 1997. — С. 38.
17. Житомирщина в житті та творчості Максима Рильського // Волинь-Житомирщина. Історико-філологічний збірник з регіональних проблем. — № 1. — Житомир, 1997. — С. 5-16.
18. Ірина Шинкарук: «Мені подобається вчитись» // Однокласник (Київ). — № 3. — 1997. — С. 31-32.
19. Літературно-краєзнавча робота в школі // Вивчення нових тем у шкільному курсі української літератури: Методичний збірник. — Житомир: Видавництво газети «Житомир», 1998. — С. 179—188.
20. Міра життя земного… До 90-ліття М. Талалаєвського // Волинь-Житомирщина. Історико-філологічний збірник з регіональних проблем. — № 3. — Житомир, 1998. — С. 8-18.
21. Василь Земляк: перші кроки на Житомирщині // Творчість В. Земляка в контексті вітчизняної та світової літератури. Збірник наукових праць. — Житомир, 1998. — С. 42-46.
22. Образи земляків у творчості Максима Рильського // Актуальні проблеми історії і літератури Волині та Київщини. Збірник наукових праць: У 2 ч. — Ч. 1. — Житомир: Видавництво «Волинь», 1999. — С. 194—202.
23. Житомирщина в житті і творчості М. Рильського // Поліський дивосвіт. Література рідного краю: Житомирщина: Посібник-хрестоматія: В 2 ч. — Ч. І. Критичний огляд. — Житомир, 2000. — С. 123—146.
24. Творчий ужинок поетів сучасної Житомирщини // Поліський дивосвіт. Література рідного краю: Житомирщина: Посібник-хрестоматія: В 2 ч. — Ч. І. Критичний огляд. — Житомир, 2000. — С. 417—425.
25. Прожив з весною. Творчий портрет М. Клименка // Поліський дивосвіт. Література рідного краю: Житомирщина: Посібник-хрестоматія: В 2 ч. — Ч. І. Критичний огляд. — Житомир, 2000. — С. 425—429.
26. Художньо-естетичні особливості прози Лесі Українки (на прикладі оповідання «Жаль») // Вісник Житомирського педагогічного університету. — Вип. 7. — 2001. — С. 156—157.
27. Олесь Бабій — співець слави січових стрільців // Волинь-Житомирщина. Історико-філологічний збірник з регіональних проблем. — № 7. — Житомир, 2001. — С. 57-60.
28. Тема історичного минулого народу в давній українській літературі та героїчний епос народів Європи // Взаємозв'язки української і зарубіжної літератури у шкільному курсі: Методичний посібник. — Житомир, 2002. — С. 23-39.
29. Спогади Леоніда Карума про Василя Кравченка // Волинь-Житомирщина. Історико-філологічний збірник з регіональних проблем. — № 8. — Житомир, 2002. — С. 67-72.
30. Зустріч, яка не відбулась в Житомирі. (Спогади про Роберта Рождественського // Волинь-Житомирщина. Історико-філологічний збірник з регіональних проблем. — № 11. — Житомир, 2003. — С. 30-35.
31. Білоконський Іван Петрович // Енциклопедія сучасної України. — Т. 2. — К.: Поліграфкнига, 2003. — С. 814.
32. Буркатов Борис Абрамович // Енциклопедія сучасної України. — Т. 3. — К: Поліграфкнига, 2004. — С. 615.
33. Особистість Марусі Чурай і пісенна традиція Житомирщини // Волинь-Житомирщина. Історико-філологічний збірник з регіональних проблем. — № 13. — Житомир, 2005. — С. 62-74.
34. Яснозір'я таланту // Сльота І. «Золото зажнив'я». — Житомир: Полісся, 2006. — С. 5-13.
35. Автограф для вічності // Сльота І. «Автографи». — Житомир: Полісся, 2006. — С. 5-10.
36. Прожив з весною // Лицар синіх очей весни. Спогади, фото світлини, поезії М. Клименка. — Житомир: Пасічник, 2006. — С. 161—164.
37. Максим Рильський і письменники Житомирщини // Бібліотечна Житомирщина. Збірник матеріалів обласної науково-практичної конференції, 26 — 27 вересня 2006 р. — Житомир: Полісся, 2006. — С. 166—177.
38. Спочатку було слово: Іванові Сльоті — 70! // Волинь-Житомирщина. Історико-філологічний збірник з регіональних проблем. — № 16. — Житомир, 2007. — С. 27-33.
39. Свіча таланту Костянтина Яновського // Волинь-Житомирщина. Історико-філологічний збірник з регіональних проблем. — № 17. — Житомир, 2007. — С. 177—180.
40. Народжений піснею // Бізнес Полісся (Житомир). — 2007. — № 8. — Листопад. — С. 50-53.
41. Свіча таланту Костянтина Яновського // Бізнес Полісся (Житомир). — 2008. — № 9. — Січень. — С. 56-58.
42. Ніна Матвієнко. Голосом цієї жінки співає і плаче Україна // Бізнес Полісся (Житомир). — 2008. — № 10. — Березень. — С. 55-57.
43. Новий обрій Ірини Лубківської // Лубківська І. «Жити і любити не уві сні». — Житомир, 2008. — С. 3.
44. Юрій Градовський: талант, який не знає відпочинку // Бізнес Полісся (Житомир). — 2008. — № 11. — Травень. — С. 56-58.
45. Зірка і смерть Леоніда Венгерова // Волинь-Житомирщина. Історико-філологічний збірник з регіональних проблем. — № 18. — Житомир, 2008. — С. 27-33.
46. Ніна Матвієнко. Голосом цієї жінки співає й плаче Україна // Волинь-Житомирщина. Історико-філологічний збірник з регіональних проблем. — № 18. — Житомир, 2008. — С. 48-54.
47. «Два кольори»: дует // Енциклопедія сучасної України. — Т. 7. — К.: Поліграфкнига, 2008. — С. 253.
48. Демчук Анатолій Васильович // Енциклопедія сучасної України. — Т. 7. — К.: Поліграфкнига, 2008. — С. 362.
49. Демарин Ігор Борисович // Енциклопедія сучасної України. — Т. 7. — К.: Поліграфкнига, 2008. — С. 323.
50. Диво, знайдене на соціально-психологічному факультеті // «Диво, знайдене в собі». — Житомир: Вид-во ЖДУ ім. І.Франка, 2008. — С. 4 — 5.
51. Драпак Григорій Миронович // Енциклопедія сучасної України. — Т. 8. — К.: Поліграфкнига, 2008. — С. 387.
52. Василь Кравченко та житомирські прототипи Михайла Булгакова // Бізнес Полісся (Житомир). — 2008. — № 12. — Вересень. — С. 48-52.
53. Жива вода творчості // Бізнес Полісся (Житомир). — 2008. — № 12. — Вересень. — С. 3, 55-58.
54. Портрет на тлі епохи перемін // Кобзар Л. І. «Погляд у минуле і не тільки». — Житомир, Волинь, 2008. — С. 287—288.
55. Сповідь небайдужої душі // Ковальчук І. «Сходи». — Новоград-Волинський: НОВОград, 2009. — С. 3-6.
56. Зірка і смерть Леоніда Венгерова // Житомирські літературознавці: Статті, есеї, мемуари. — Житомир, Вид-во ЖДУ ім. І.Франка, 2010. — С.42 — 60.